# خیابان رویا (آلبوم جنت جکسون)
«خیابانِ رویا» دومین آلبوم استودیویی جنت جکسون، خوانندۀ آمریکایی است که در ۲۳ اکتبر ۱۹۸۴ توسط ای-اند-ام رکوردز منتشر شد. این آلبوم در سال ۱۹۸۴ در رتبه ۱۴۷ بیلبورد ۲۰۰ قرار گرفت. ۱۰ آهنگ برتر آر اند بی، «شانس دیگه‌ای نداشته باش» که توسط برادرش، مارلون تهیه شده است. همچنین ویدئوی آهنگ «خیابانِ رویا» اولین موزیک ویدئوی او در حین فیلمبرداری برنامه تلویزیونی شهرت گرفته شد.